# Campeonato Europeu de Esportes Aquáticos de 2012
O Campeonato Europeu de Esportes Aquáticos de 2012 foi a 31ª edição do evento organizado pela Liga Europeia de Natação (LEN). A competição foi realizada entre os dias 15 e 27 de maio de 2012 em Debrecen na Hungria, e em Eindhoven nos Países Baixos. 

## Medalhistas

### Natação
Os resultados foram os seguintes. 
Masculino
| Evento                   | Ouro | Ouro     | Prata | Prata    | Bronze | Bronze   |
| 50 m Livre detalhes      | Frédérick Bousquet · França                                                                                           | 21.80    | Stefan Nystrand · Suécia                                                                                                | 22.04    | Andriy Hovorov · Ucrânia                                                                                             | 22.18    |
| 100 m Livre detalhes     | Filippo Magnini · Itália                                                                                              | 48.77    | Alain Bernard · França                                                                                                  | 48.95    | Norbert Trandafir · Roménia                                                                                          | 49.13    |
| 200 m Livre detalhes     | Paul Biedermann · Alemanha                                                                                            | 1:46.27  | Amaury Leveaux · França                                                                                                 | 1:47.69  | Dominik Kozma · Hungria                                                                                              | 1:47.72  |
| 400 m Livre detalhes     | Paul Biedermann · Alemanha                                                                                            | 3:47.84  | Gergő Kis · Hungria | 3:48.09  | Samuel Pizzetti · Itália                                                                                             | 3:48.66  |
| 800 m Livre detalhes     | Gergő Kis · Hungria                                                                                                   | 7:49.46  | Gregorio Paltrinieri · Itália                                                                                           | 7:52.23  | Sergiy Frolov · Ucrânia                                                                                              | 7:52.81  |
| 1500 m Livre detalhes    | Gregorio Paltrinieri · Itália                                                                                         | 14:48.92 | Gergő Kis · Hungria | 14:58.15 | Gergely Gyurta · Hungria                                                                                             | 15:04.38 |
| 50 m Costas detalhes     | Jonatan Kopelev · Israel                                                                                              | 24.73    | Mirco Di Tora · Itália                                                                                                  | 24.95    | Guy Barnea · IsraelRichárd Bohus · HungriaDorian Gandin · França                                                     | 25.14    |
| 100 m Costas detalhes    | Aristeidis Grigoriadis · Grécia                                                                                       | 53.86    | Helge Meeuw · Alemanha                                                                                                  | 54.06    | Yakov-Yan Toumarkin · Israel                                                                                         | 54.14    |
| 200 m Costas detalhes    | Radosław Kawęcki · Polónia                                                                                            | 1:55.28  | Péter Bernek · Hungria                                                                                                  | 1:55.88  | Yakov-Yan Toumarkin · Israel                                                                                         | 1:57.35  |
| 50 m Peito detalhes      | Damir Dugonjič · Eslovênia                                                                                            | 27.32    | Fabio Scozzoli · Itália                                                                                                 | 27.49    | Panagiotis Samilidis · Grécia                                                                                        | 27.64    |
| 100 m Peito detalhes     | Fabio Scozzoli · Itália                                                                                               | 1:00.55  | Valeriy Dymo · Ucrânia                                                                                                  | 1:00.68  | Mattia Pesce · Itália                                                                                                | 1:00.93  |
| 200 m Peito detalhes     | Dániel Gyurta · Hungria                                                                                               | 2:08.60  | Marco Koch · Alemanha                                                                                                   | 2:09.26  | Panagiotis Samilidis · Grécia                                                                                        | 2:09.72  |
| 50 m Borboleta detalhes  | Rafael Muñoz · Espanha                                                                                                | 23.16    | Frédérick Bousquet · França                                                                                             | 23.30    | Yauhen Tsurkin · Bielorrússia                                                                                        | 23.37    |
| 100 m Borboleta detalhes | Milorad Čavić · Sérvia                                                                                                | 51.45    | László Cseh · Hungria                                                                                                   | 51.77    | Matteo Rivolta · Itália                                                                                              | 52.40    |
| 200 m Borboleta detalhes | László Cseh · Hungria                                                                                                 | 1:54.95  | Bence Biczó · Hungria                                                                                                   | 1:55.85  | Ioannis Drymonakos · Grécia                                                                                          | 1:56.48  |
| 200 m Medley detalhes    | László Cseh · Hungria                                                                                                 | 1:56.66  | James Goddard · Grã-Bretanha                                                                                            | 1:57.84  | Markus Rogan · Áustria                                                                                               | 1:59.39  |
| 400 m Medley detalhes    | László Cseh · Hungria                                                                                                 | 4:12.17  | Dávid Verrasztó · Hungria                                                                                               | 4:14.23  | Ioannis Drymonakos · Grécia                                                                                          | 4:14.41  |
| 4x100 m Livre detalhes   | França · Amaury Leveaux (48.59) · Alain Bernard (48.29) · Frédérick Bousquet (48.40) · Jérémy Stravius (48.27)        | 3:13.55  | Itália · Andrea Rolla (49.48) · Marco Orsi (48.15) · Michele Santucci (49.11) · Filippo Magnini (47.97)                 | 3:14.71  | Rússia · Vitaly Syrnikov (49.48) · Oleg Tikhobaev (48.01) · Nikita Konovalov (48.39) · Viacheslav Andrusenko (49.25) | 3:15.13  |
| 4x200 m Livre detalhes   | Alemanha · Paul Biedermann (1:46.70) · Dimitri Colupaev (1:47.41) · Clemens Rapp (1:47.90) · Tim Wallburger (1:47.16) | 7:09.17  | Itália · Gianluca Maglia (1:48.58) · Riccardo Maestri (1:47.87) · Samuel Pizzetti (1:48.26) · Filippo Magnini (1:48.41) | 7:13.10  | Hungria · Dominik Kozma (1:48.31) · Gergő Kis (1:47.60) · Péter Bernek (1:49.46) · László Cseh (1:48.23)             | 7:13.60  |
| 4x100 m Medley detalhes  | Itália · Mirco di Tora (54.40) · Fabio Scozzoli (59.38) · Matteo Rivolta (51.24) · Filippo Magnini (47.78)            | 3:32.80  | Alemanha · Helge Meeuw (54.52) · Christian vom Lehn (1:00.21) · Steffen Deibler (51.74) · Marco di Carli (47.94)        | 3:34.41  | Hungria · Péter Bernek (54.79) · Dániel Gyurta (59.33) · László Cseh (51.88) · Dominik Kozma (48.57)                 | 3:34.57  |

Feminino
| Evento                   | Ouro | Ouro     | Prata | Prata    | Bronze | Bronze       |
| 50 m Livre detalhes      | Britta Steffen · Alemanha                                                                                         | 24.37    | Hinkelien Schreuder · Países Baixos                                                                                    | 24.78    | Nery Mantey Niangkouara · Grécia                                                                                       | 24.93        |
| 100 m Livre detalhes     | Sarah Sjöström · Suécia                                                                                           | 53.61    | Britta Steffen · Alemanha                                                                                              | 54.15    | Daniela Schreiber · Alemanha                                                                                           | 54.41        |
| 200 m Livre detalhes     | Federica Pellegrini · Itália                                                                                      | 1:56.76  | Silke Lippok · Alemanha                                                                                                | 1:58.19  | Ophélie-Cyrielle Étienne · França                                                                                      | 1:58.23      |
| 400 m Livre detalhes     | Coralie Balmy · França                                                                                            | 4:05.31  | Mireia Belmonte García · Espanha                                                                                       | 4:05.45  | Ophélie-Cyrielle Étienne · França                                                                                      | 4:07.47      |
| 800 m Livre detalhes     | Boglárka Kapás · Hungria                                                                                          | 8:26.49  | Coralie Balmy · França                                                                                                 | 8:27.79  | Éva Risztov · Hungria                                                                                                  | 8:27.87      |
| 1500 m Livre detalhes    | Mireia Belmonte García · Espanha                                                                                  | 16:05.34 | Éva Risztov · Hungria                                                                                                  | 16:10.04 | Erika Villaécija García · Espanha                                                                                      | 16:15.85     |
| 50 m Costas detalhes     | Mercedes Peris · Espanha                                                                                          | 28.25    | Arianna Barbieri · ItáliaSanja Jovanović · Croácia                                                                     | 28.31    | Não premiado | Não premiado |
| 100 m Costas detalhes    | Jenny Mensing · Alemanha                                                                                          | 1:00.08  | Arianna Barbieri · Itália                                                                                              | 1:00.54  | Simona Baumrtová · Chéquia                                                                                             | 1:00.57      |
| 200 m Costas detalhes    | Alexianne Castel · França                                                                                         | 2:08.41  | Jenny Mensing · Alemanha                                                                                               | 2:09.55  | Duane Da Rocha · Espanha                                                                                               | 2:09.56      |
| 50 m Peito detalhes      | Petra Chocová · Chéquia                                                                                           | 31.25    | Sycerika McMahon · Irlanda                                                                                             | 31.27    | Caroline Ruhnau · Alemanha                                                                                             | 31.35        |
| 100 m Peito detalhes     | Sarah Poewe · Alemanha                                                                                            | 1:07.33  | Jennie Johansson · Suécia                                                                                              | 1:07.85  | Marina García · Espanha                                                                                                | 1:07.91      |
| 200 m Peito detalhes     | Sara Nordenstam · Noruega                                                                                         | 2:26.91  | Irina Novikova · Rússia                                                                                                | 2:27.25  | Sarah Poewe · Alemanha                                                                                                 | 2:27.80      |
| 50 m Borboleta detalhes  | Sarah Sjöström · Suécia                                                                                           | 25.64    | Triin Aljand · Estónia                                                                                                 | 25.92    | Ingvild Snildal · Noruega                                                                                              | 26.12        |
| 100 m Borboleta detalhes | Ingvild Snildal · Noruega                                                                                         | 58.04    | Martina Granström · Suécia                                                                                             | 58.07    | Amit Ivri · Israel | 58.78        |
| 200 m Borboleta detalhes | Katinka Hosszú · Hungria                                                                                          | 2:07.28  | Zsuzsanna Jakabos · Hungria                                                                                            | 2:07.86  | Martina Granström · Suécia                                                                                             | 2:08.22      |
| 200 m Medley detalhes    | Katinka Hosszú · Hungria                                                                                          | 2:10.84  | Sophie Allen · Reino Unido                                                                                             | 2:11.49  | Evelyn Verrasztó · Hungria                                                                                             | 2:11.63      |
| 400 m Medley detalhes    | Katinka Hosszú · Hungria                                                                                          | 4:33.76  | Zsuzsanna Jakabos · Hungria                                                                                            | 4:35.68  | Barbora Závadová · Chéquia                                                                                             | 4:38.07      |
| 4x100 m Livre detalhes   | Alemanha · Britta Steffen (54.21) · Silke Lippok (55.07) · Lisa Vitting (55.33) · Daniela Schreiber (53.37)       | 3:37.98  | Suécia · Ida Marko-Varga (55.66) · Michelle Coleman (54.08) · Sarah Sjöström (54.04) · Gabriella Fagundez (54.62)      | 3:38.40  | Itália · Alice Mizzau (55.14) · Federica Pellegrini (54.29) · Erica Buratto (55.50) · Erika Ferraioli (54.91)          | 3:39.84      |
| 4x200 m Livre detalhes   | Itália · Alice Mizzau (1:58.67) · Alice Nesti (1:59.50) · Diletta Carli (1:59.40) · Federica Pellegrini (1:55.33) | 7:52.90  | Hungria · Zsuzsanna Jakabos (1:58.43) · Evelyn Verrasztó (1:59.02) · Ágnes Mutina (1:58.52) · Katinka Hosszú (1:58.73) | 7:54.70  | Eslovênia · Sara Isakovic (1:59.06) · Anja Klinar (1:59.23) · Ursa Bezan (1:59.98) · Mojca Sagmeister (2:01.46)        | 7:59.73      |
| 4x100 m Medley detalhes  | Alemanha · Jenny Mensing (1:00.51) · Sarah Poewe (1:07.44) · Alexandra Wenk (57.74) · Britta Steffen (52.74)      | 3:58.43  | Itália · Arianna Barbieri (1:00.83) · Chiara Bogiatto (1:08.51) · Ilaria Bianchi (57.45) · Alice Mizzau (55.13)        | 4:01.92  | Suécia · Therese Svendsen (1:03.34) · Joline Höstman (1:08.54) · Martina Grandström (58.46) · Natalie Lindborg (55.24) | 4:05.58      |

### Nado sincronizado
Os resultados foram os seguintes. 
Feminino
| Evento              | Ouro | Ouro   | Prata | Prata  | Bronze | Bronze |
| Solo detalhes       | Natalia Ishchenko · Rússia | 97.810 | Andrea Fuentes · Espanha | 95.900 | Lolita Ananasova · Ucrânia | 92.250 |
| Dueto detalhes      | Rússia · Natalia Ishchenko · Svetlana Romashina | 97.860 | Espanha · Ona Carbonell · Andrea Fuentes | 95.980 | Ucrânia · Daria Iushko · Kseniya Sydorenko | 92.950 |
| Equipe detalhes     | Espanha · Clara Basiana · Alba María Cabello · Ona Carbonell · Margalida Crespí · Andrea Fuentes · Thaïs Henríquez · Paula Klamburg · Irene Montrucchio                             | 96.210 | Ucrânia · Lolita Ananasova · Daria Iushko · Ganna Klymenko · Olga Kondrashova · Oleksandra Sabada · Kateryna Sadurska · Kseniya Sydorenko · Anna Voloshyna                                         | 93.660 | Itália · Federica Bellaria · Elisa Bozzo · Camilla Catteneo · Manila Flamini · Giulia Lapi · Maria Angela Perrupato · Benedetta Re · Sara Sgarzi                                     | 90.530 |
| Combinação detalhes | Espanha · Clara Basiana · Alba María Cabello · Clara Camacho · Ona Carbonell · Margalida Crespí · Andrea Fuentes · Thaïs Henríquez · Paula Klamburg · Irene Montrucchio · Laia Pons | 95.600 | Ucrânia · Lolita Ananasova · Olena Grechykhina · Daria Iushko · Ganna Khmelnytska · Ganna Klymenko · Olga Kondrashova · Oleksandra Sabada · Kateryna Sadurska · Kseniya Sydorenko · Anna Voloshyna | 93.420 | Itália · Federica Bellaria · Elisa Bozzo · Beatrice Callegari · Camilla Catteneo · Linda Cerruti · Francesca Deidda · Manila Flamini · Benedetta Re · Dalila Schiesaro · Sara Sgarzi | 90.440 |

### Saltos Ornamentais
Os resultados foram os seguintes. 
Masculino
| Evento                                | Ouro                                       | Ouro   | Prata                                      | Prata  | Bronze                                              | Bronze |
| Trampolim 1 m individual detalhes     | Illya Kvasha · Ucrânia                     | 430.50 | Evgeny Kuznetsov · Rússia                  | 412.65 | Matthieu Rosset · França                            | 403.95 |
| Trampolim 3 m individual detalhes     | Matthieu Rosset · França                   | 504.00 | Patrick Hausding · Alemanha                | 502.75 | Ilya Zakharov · Rússia                              | 493.80 |
| Plataforma 10 m individual detalhes   | Tom Daley · Reino Unido                    | 565.05 | Victor Minibaev · Rússia                   | 515.40 | Gleb Galperin · Rússia                              | 511.55 |
| Trampolim 3 m sincronizado detalhes   | Rússia · Evgeny Kuznetsov · Ilya Zakharov  | 445.92 | Alemanha · Patrick Hausding · Stephan Feck | 433.68 | Ucrânia · Oleksiy Pryhorov · Illya Kvasha           | 432.48 |
| Plataforma 10 m sincronizado detalhes | Alemanha · Sascha Klein · Patrick Hausding | 463.08 | Rússia · Ilya Zakharov · Victor Minibaev   | 458.07 | Ucrânia · Oleksandr Bondar · Oleksandr Gorshkovozov | 437.79 |

Feminino
| Evento                                | Ouro                                        | Ouro   | Prata                                             | Prata  | Bronze                                        | Bronze |
| Trampolim 1 m individual detalhes     | Anna Lindberg · Suécia                      | 301.35 | Tania Cagnotto · Itália                           | 281.30 | Nadezhda Bazhina · Rússia                     | 275.15 |
| Trampolim 3 m individual detalhes     | Anna Lindberg · Suécia                      | 342.75 | Uschi Freitag · Alemanha                          | 321.40 | Olena Fedorova · Ucrânia                      | 315.00 |
| Plataforma 10 m individual detalhes   | Yulia Prokopchuk · Ucrânia                  | 321.55 | Noemi Batki · Itália                              | 315.60 | Maria Kurjo · Alemanha                        | 312.65 |
| Trampolim 3 m sincronizado detalhes   | Itália · Francesca Dallapé · Tania Cagnotto | 325.50 | Ucrânia · Hanna Pysmenska · Olena Fedorova        | 302.10 | Alemanha · Katja Dieckow · Uschi Freitag      | 296.70 |
| Plataforma 10 m sincronizado detalhes | Reino Unido · Tonia Couch · Sarah Barrow    | 319.56 | Ucrânia · Viktoriya Potyekhina · Yulia Prokopchuk | 310.68 | Alemanha · Nora Subschinski · Christin Steuer | 303.93 |

Equipe
| Evento          | Ouro                                     | Ouro   | Prata                                       | Prata  | Bronze                                     | Bronze |
| Equipe detalhes | França · Audrey Labeau · Matthieu Rosset | 416.50 | Ucrânia · Olena Fedorova · Oleksandr Bondar | 387.85 | Rússia · Nadezhda Bazhina · Artem Chesakov | 384.30 |

## Quadro de medalhas
| Ordem | País          | Medalha de ouro | Medalha de prata | Medalha de bronze | Total |
| ----- | ------------- | --------------- | ---------------- | ----------------- | ----- |
| 1     | Hungria       | 9               | 10               | 7                 | 26    |
| 2     | Alemanha      | 9               | 9                | 6                 | 24    |
| 3     | Itália        | 7               | 10               | 6                 | 23    |
| 4     | França        | 6               | 4                | 4                 | 14    |
| 5     | Espanha       | 5               | 3                | 3                 | 11    |
| 6     | Suécia        | 4               | 4                | 2                 | 10    |
| 7     | Rússia        | 3               | 4                | 5                 | 12    |
| 8     | Ucrânia       | 2               | 6                | 7                 | 15    |
| 9     | Reino Unido   | 2               | 2                | 0                 | 4     |
| 10    | Noruega       | 2               | 0                | 1                 | 3     |
| 11    | Grécia        | 1               | 0                | 5                 | 6     |
| 12    | Israel        | 1               | 0                | 4                 | 5     |
| 13    | Chéquia       | 1               | 0                | 2                 | 3     |
| 14    | Eslovênia     | 1               | 0                | 1                 | 2     |
| 15    | Polónia       | 1               | 0                | 0                 | 1     |
| 15    | Sérvia        | 1               | 0                | 0                 | 1     |
| 17    | Croácia       | 0               | 1                | 0                 | 1     |
| 17    | Estónia       | 0               | 1                | 0                 | 1     |
| 17    | Irlanda       | 0               | 1                | 0                 | 1     |
| 17    | Países Baixos | 0               | 1                | 0                 | 1     |
| 21    | Áustria       | 0               | 0                | 1                 | 1     |
| 21    | Bielorrússia  | 0               | 0                | 1                 | 1     |
| 21    | Roménia       | 0               | 0                | 1                 | 1     |
| Total | Total         | 55              | 56               | 56                | 167   |

Legenda
| Recorde mundial       | Recorde mundial (World record)               |                       | Recorde africano                      | Recorde africano (African) |                                           | Q | Classificado por posição (Qualified) |
| Recorde do campeonato | Recorde do campeonato (Championship record)  | Recorde da América    | Recorde da América (Americas)         | q                          | Classificado por melhor tempo (Qualified) |   |                                      |
| Melhor marca do ano   | Melhor marca do ano (World leading)          | Recorde asiático      | Recorde asiático (Asian)              | DNS                        | Não largou (Did not start)                |   |                                      |
| Recorde nacional      | Recorde nacional (National record)           | Recorde europeu       | Recorde europeu (European)            | DNF                        | Não terminou (Did not finish)             |   |                                      |
| Recorde pessoal       | Recorde pessoal do atleta (Personal best)    | Recorde da Oceania    | Recorde da Oceania (Oceania)          | DSQ / DQ                   | Desclassificado (Disqualified)            |   |                                      |
| Recorde da temporada  | Recorde da temporada do atleta (Season best) | Recorde sul-americano | Recorde sul-americano (South America) | NM                         | Sem marca (No mark)                       |   |                                      |